# Cosmographia (Sebastian Münster)
L'obra Cosmographia de Sebastian Münster (1488–1552) impresa el 1544, és la descripció més antiga del món, en llengua alemanya.
Va tenir nombroses edicions en diferents idiomes, incloent-hi: llatí, francès (traduït per François de Belleforest), italià, anglès i txec. L'última edició alemanya va ser publicada el 1628, molt després de la seva mort. La Cosmographia va ser un dels llibres més reeixits i populars del segle xvi. Va passar per 24 edicions en 100 anys. Aquest èxit es va deure a les notables xilografies (entre elles les de: Hans Holbein el Jove, Urs Graf, Hans Rudolph Manuel Deutsch i David Kandel). Va ser l'obra més important per a recuperar la geografia de l'Europa del segle xvi. Entre els mapes destacats dins de Cosmographia es troba el mapa "Tabula novarum insularum", que es considera el primer mapa que mostra als continents americans com a elements geogràfics per si mateixos.
Les seves feines geogràfiques més primerenques eren Germania descriptio (1530) i Mappa Europae (1536). El 1540, va publicar una edició llatina de Ptolemy Geographia amb il·lustracions.

## Continguts

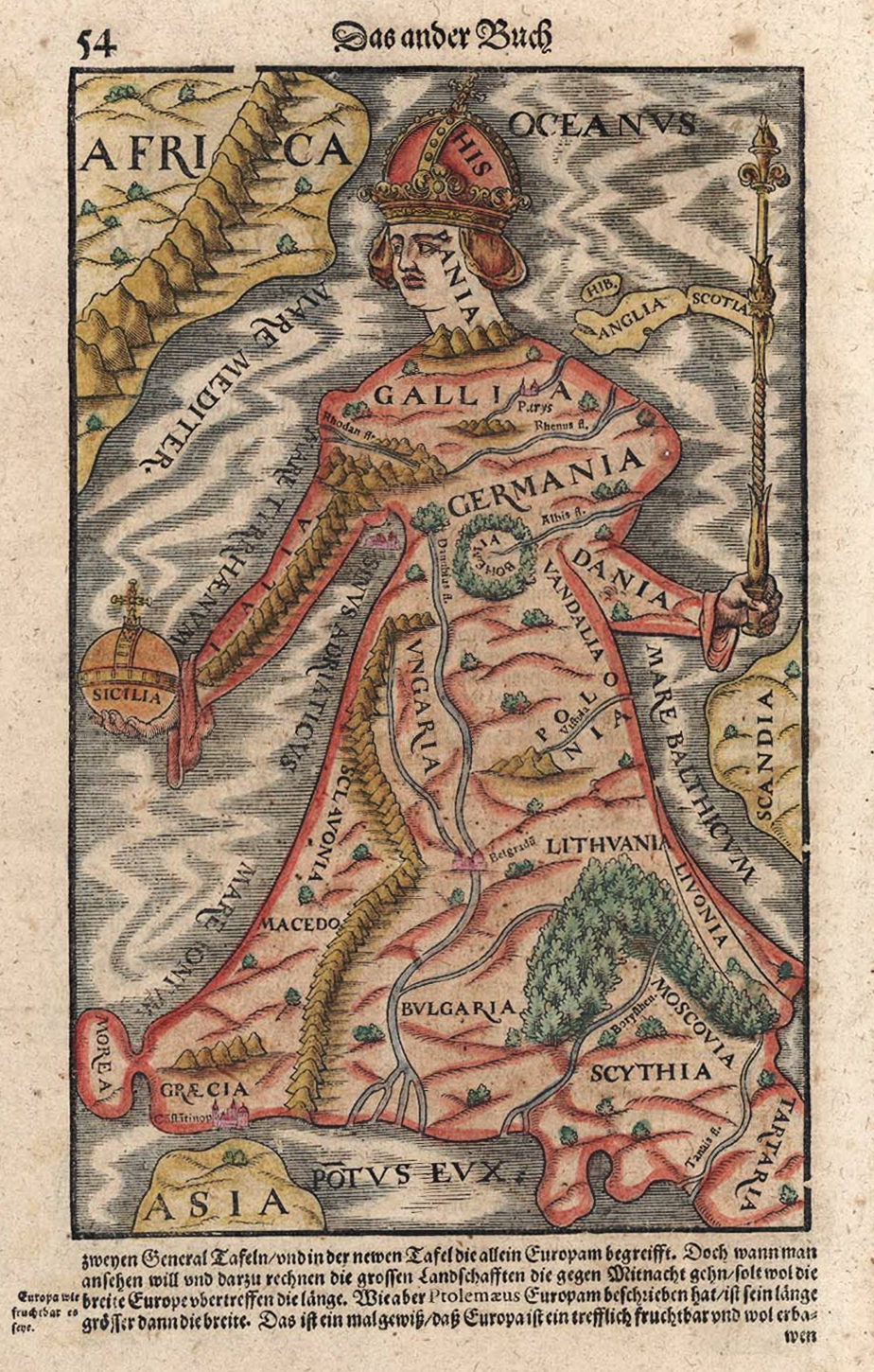
"Europa regina" en la Cosmographia de 1570

Fins l'edició de 1598, el contingut consistia en:
Llibre I: Astronomia, Matemàtiques, Geografia Física, Cartografia
Llibre II: Anglaterra, Escòcia, Irlanda, Espanya, França, Bèlgica, Països Baixos, Luxemburg, Savoy, Trier, Itàlia
Llibre III: Alemanya, Alsàcia, Suïssa, Àustria, Carniola, Istria, Bohemia, Moravia, Silesia, Pomerania, Prussia, Livland
Llibre IV: Dinamarca, Noruega, Suècia, Finlàndia, Islàndia, Hongria, Polònia, Lituània, Rússia, Walaquia, Bòsnia, Bulgària, Sèrbia, Grècia, Turquia
Llibre V: Menor d'Àsia, Xipre, Armènia, Palestina, Aràbia, Pèrsia, Àsia central, Afganistan, Scythia, Tartary, India, Ceilan, Birmània, Xina, Índies De l'est, Madagascar, Zanzíbar, Amèrica
Llibre VI: Mauritània, Tunísia, Líbia, Egipte, Senegal, Gàmbia, Mali, Sud-àfrica, Àfrica De l'est

## Edicions
- Alemany: 1544, 1546, 1548, 1550, 1553, 1556, 1558, 1561, 1564, 1567, 1569, 1572, 1574, 1578, 1588, 1592, 1598, 1614, 1628
- Llatí: 1550, 1552, 1554, 1559, 1572
- Francès: 1552, 1556, 1560, 1565, 1568, 1575
- Italià: 1558, 1575
- Txec: 1554

## Galeria

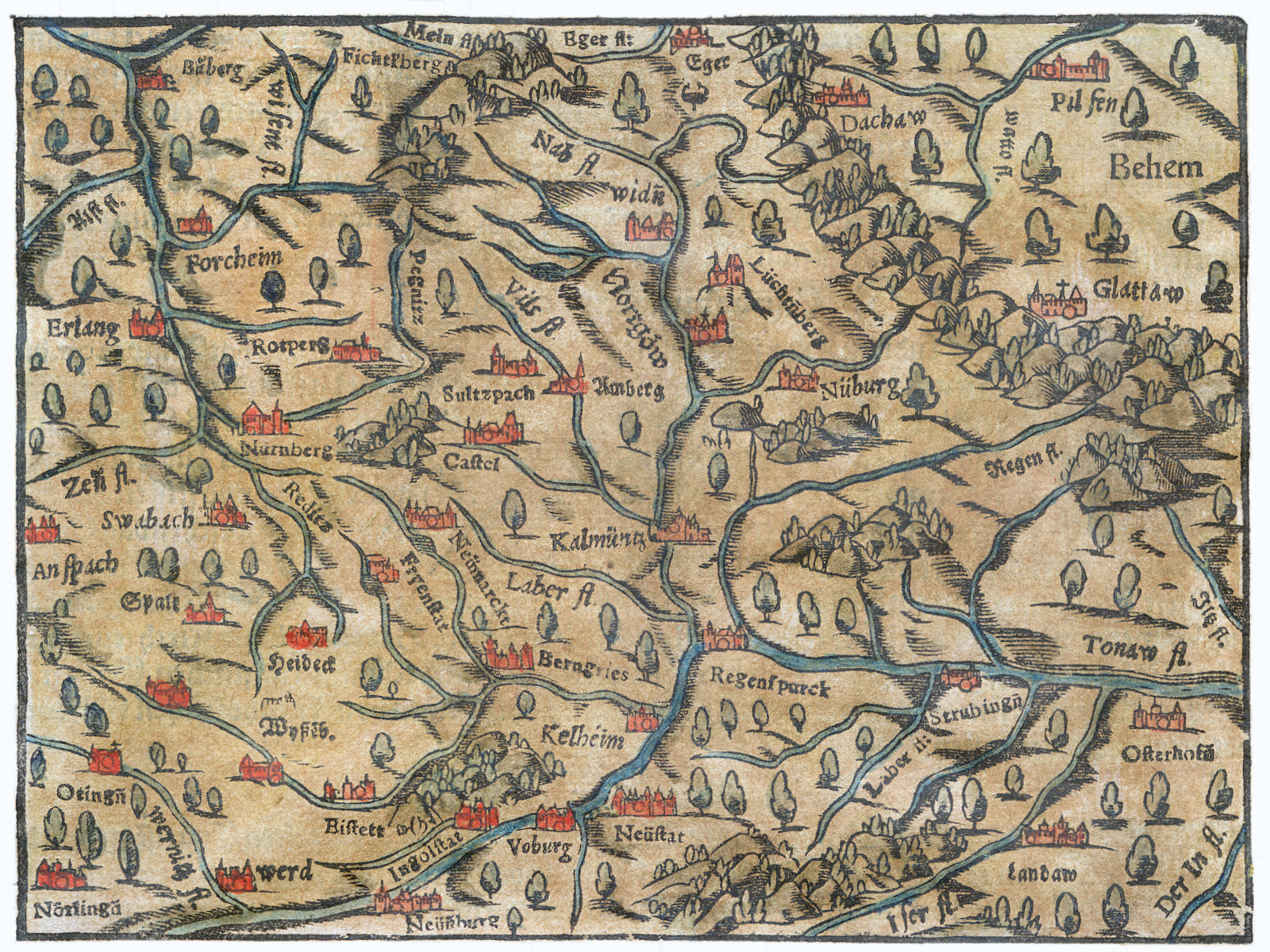
Mapa de Nordgau
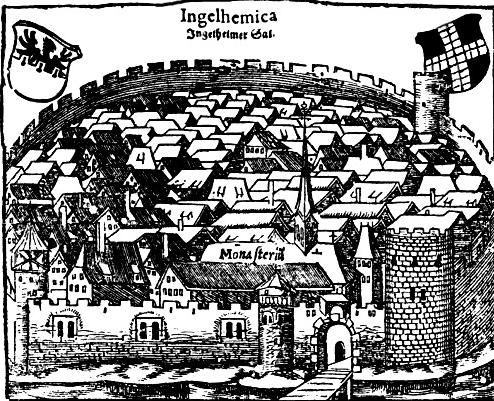
Ingelheim
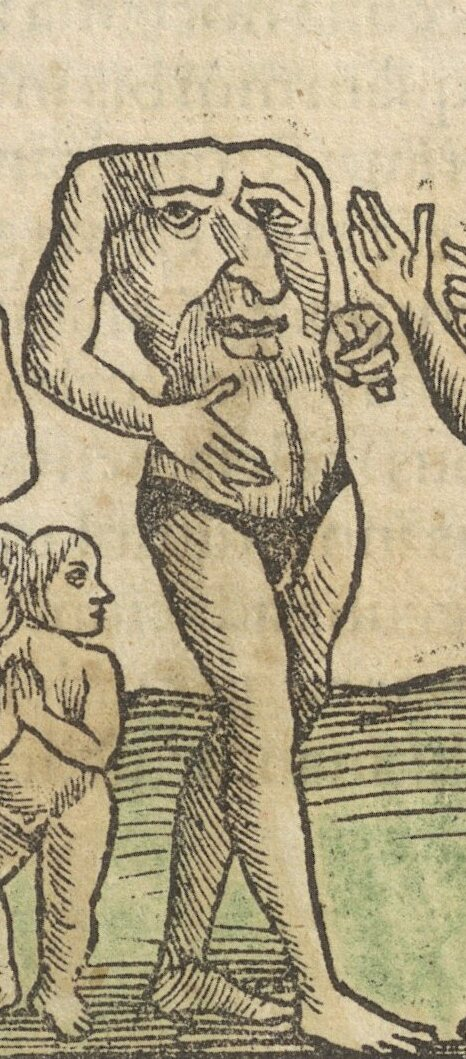
Blemmye, una criatura fantàstica
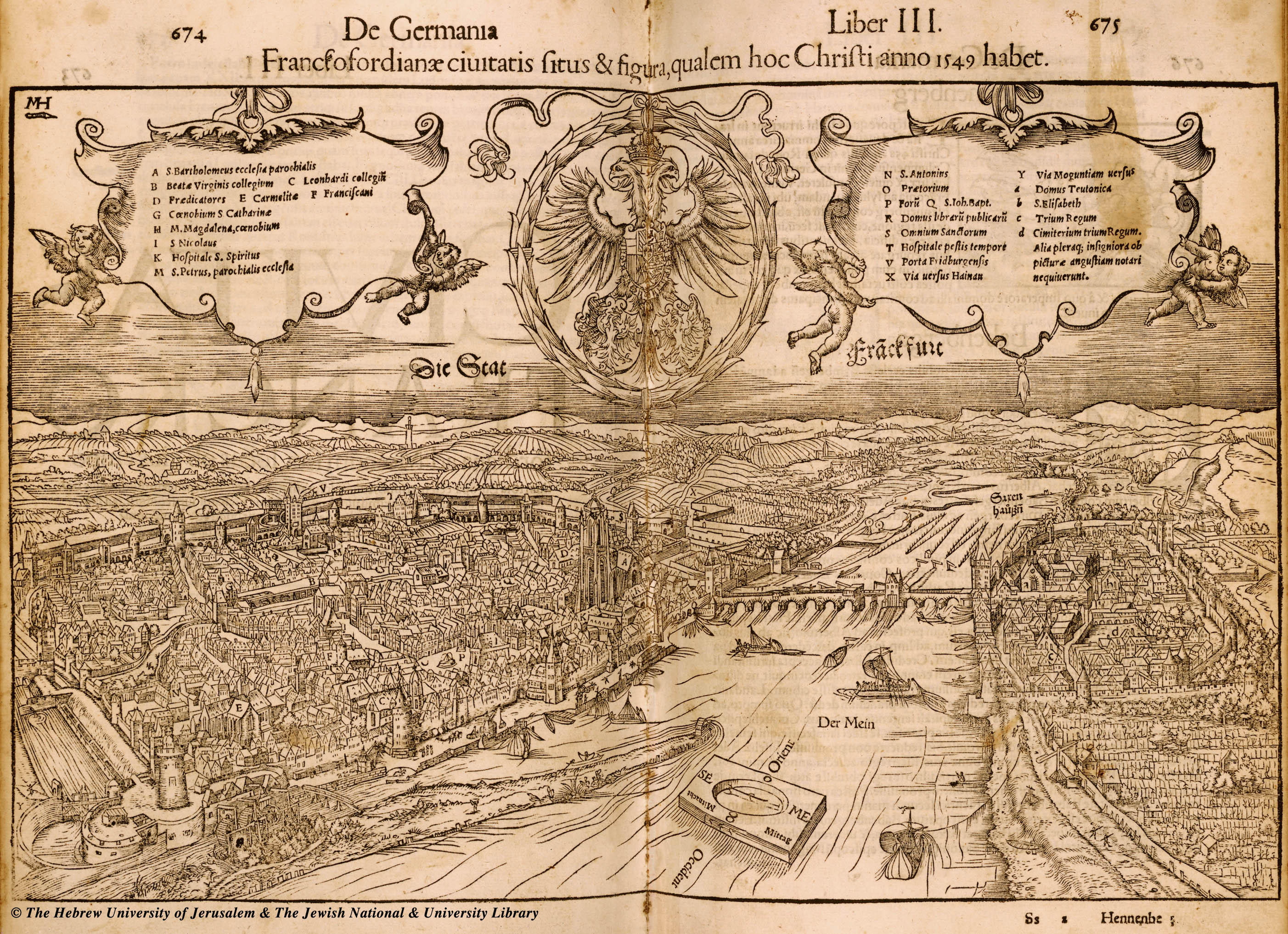
Frankfurt (am Main)
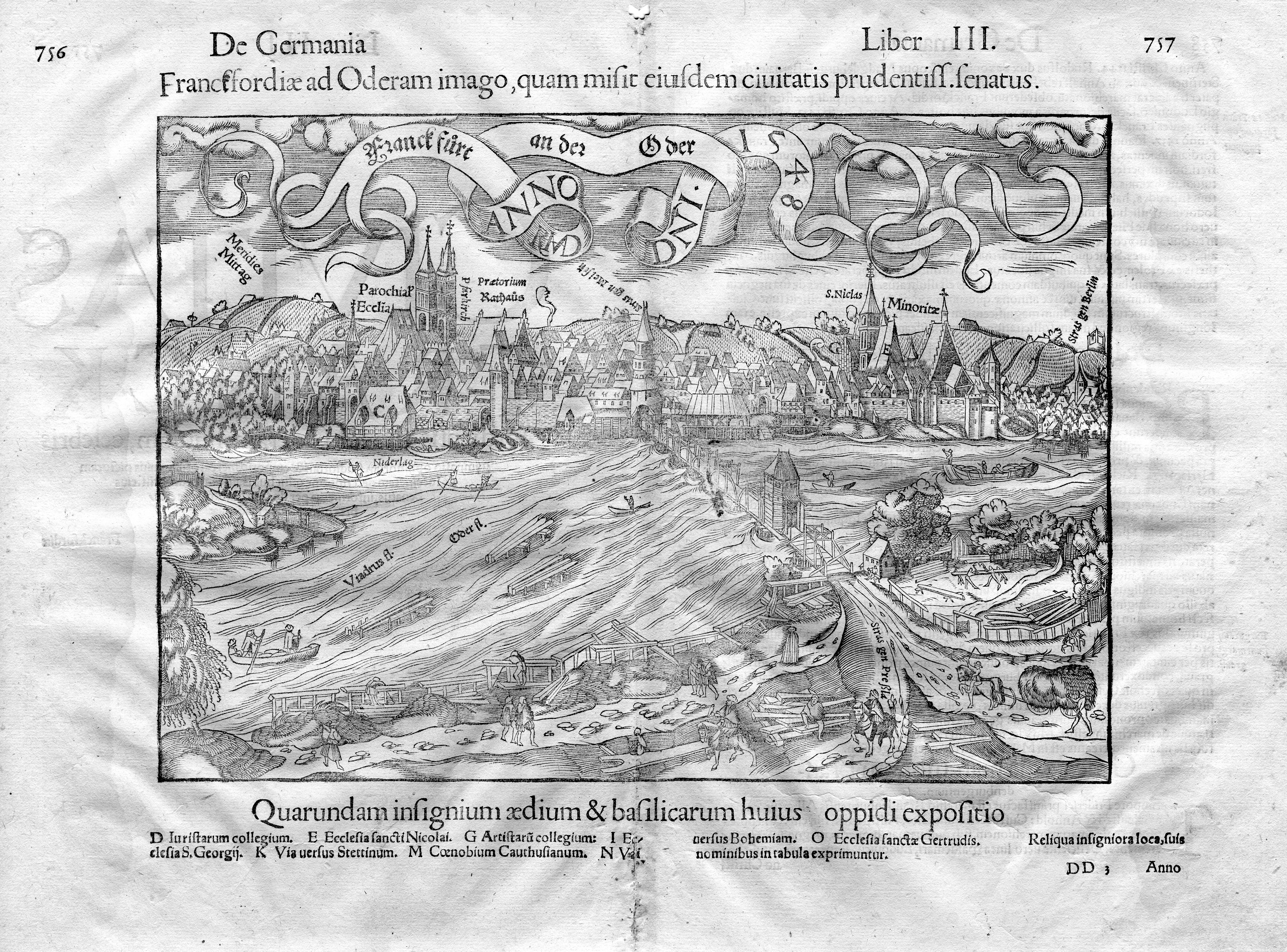
Frankfurt (Oder)
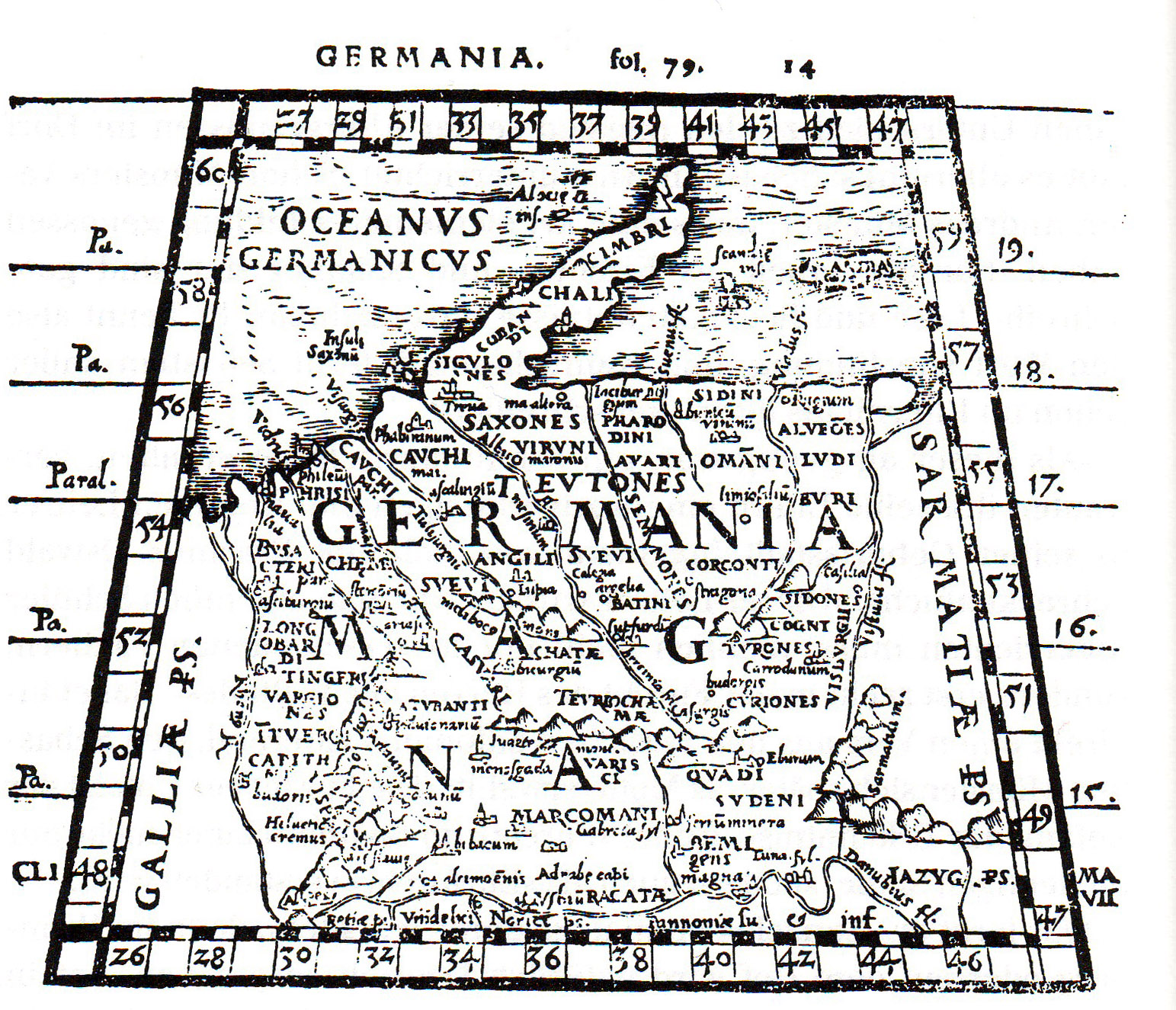
Mapa d'Alemanya
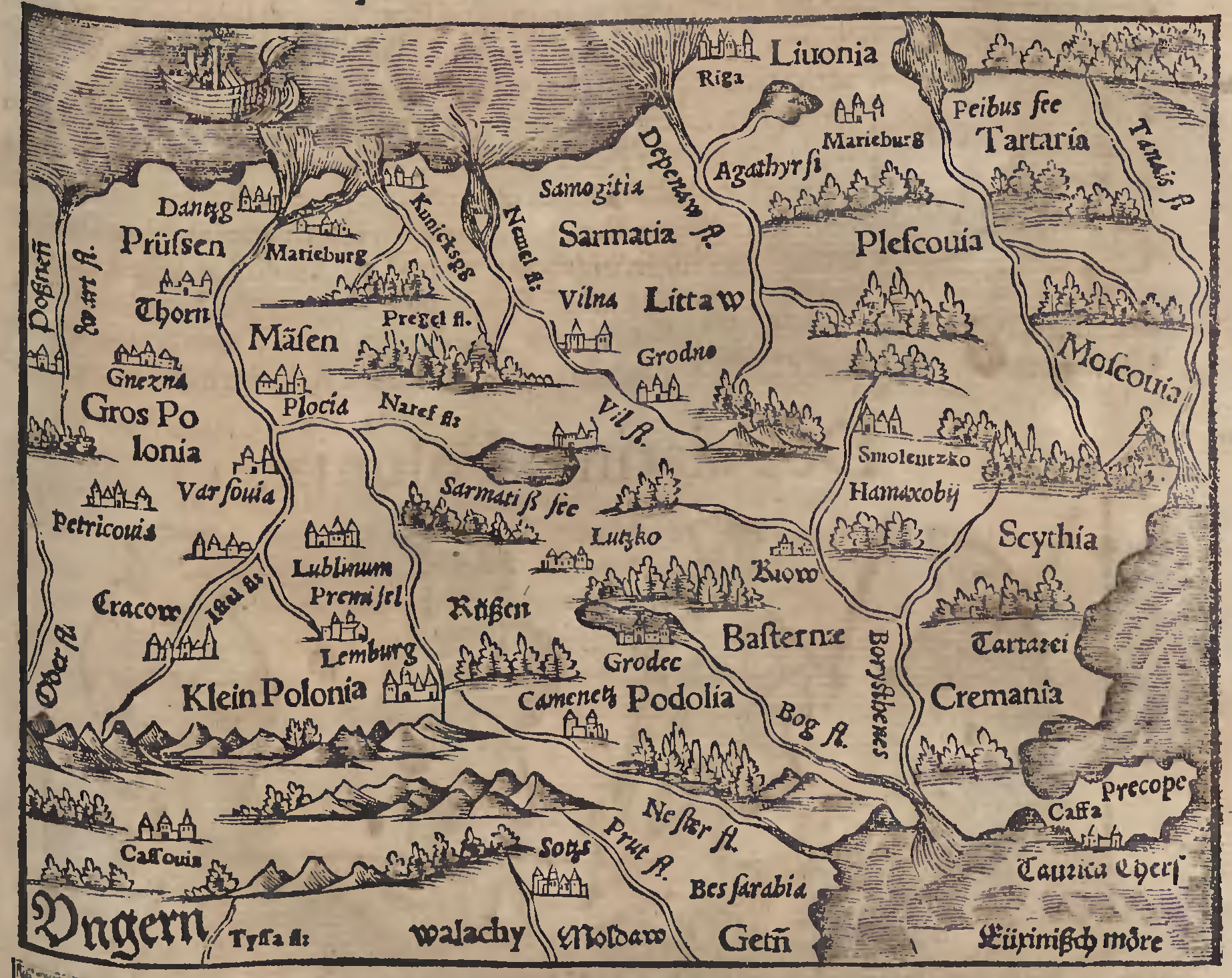
Mapa d'Europa central i oriental
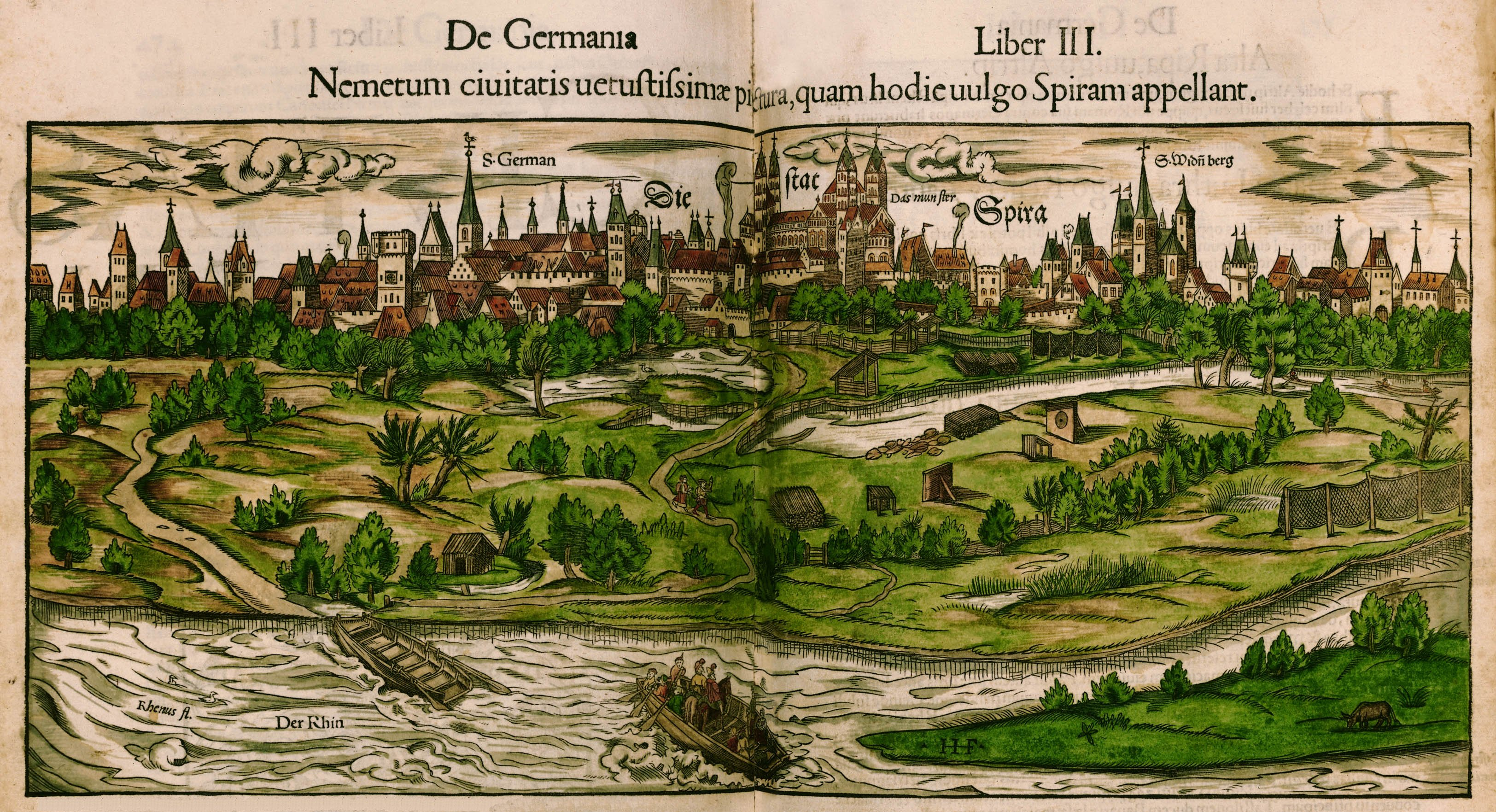
Speyer
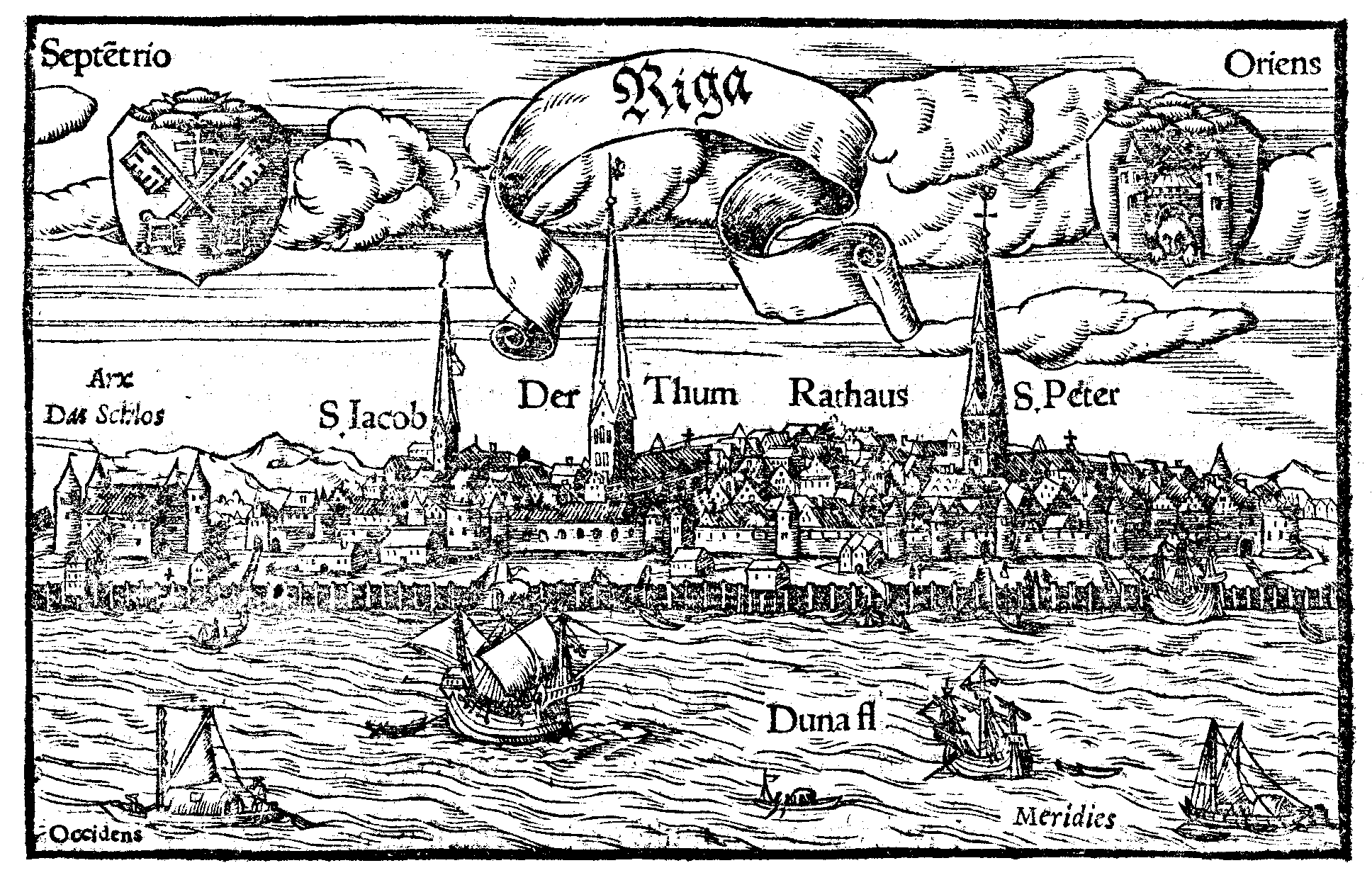
Skyline De Riga
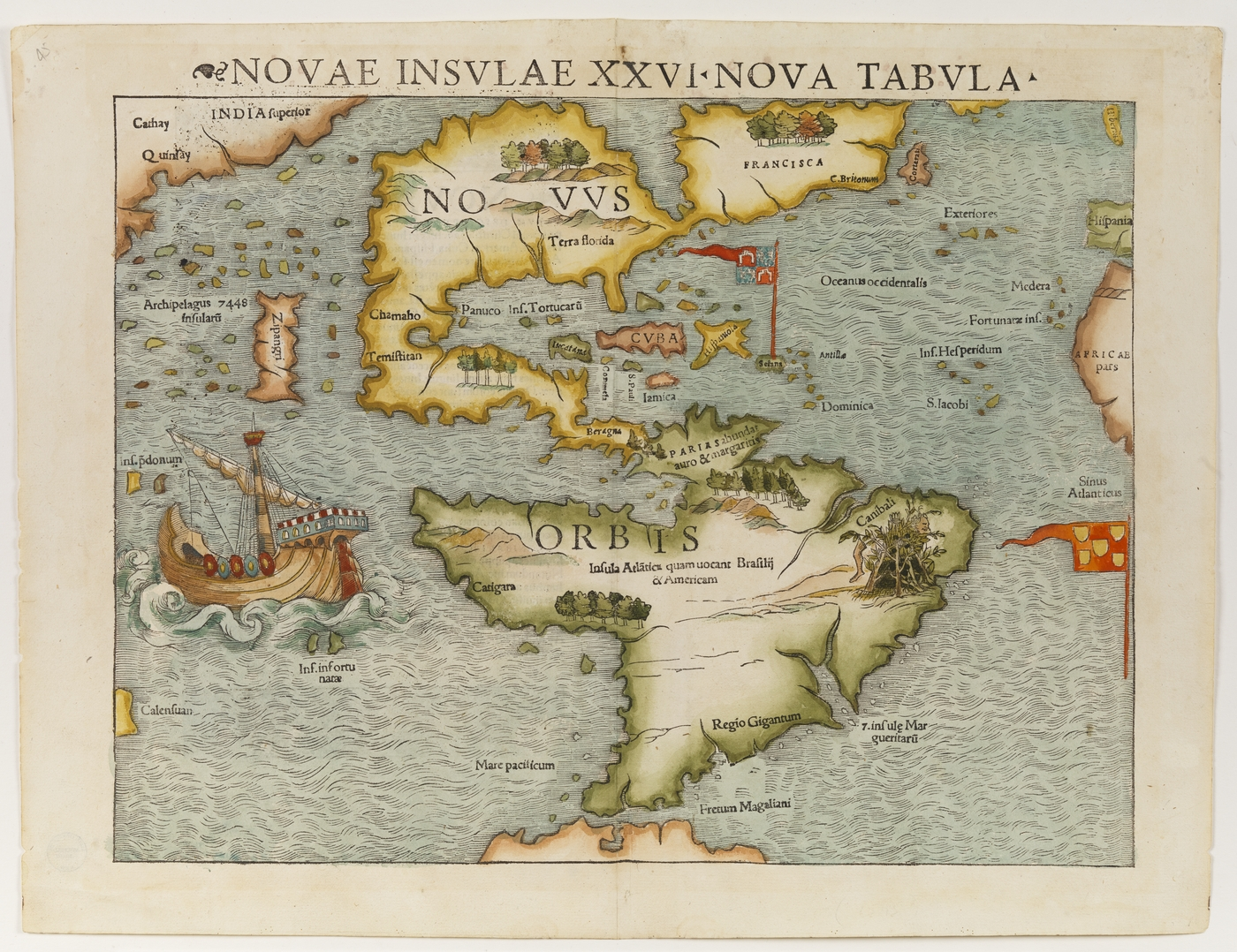
Mapa Novae Insulae[4] Novus orbis=Nou món